# Overwinningsmedaille (Thailand)
De Overwinningsmedaille, (Thais: "เหรียญชัย, เหรียญนารายณ์บันฦๅชัย") ook wel "Intergeallieerde Medaille 1914-1918" of, vanwege de tekst die in veel geallieerde landen op de keerzijde verscheen "Medaille van de Oorlog voor de Beschaving" genoemd, is de Thaise Intergeallieerde Medaille die na de overwinning in de Eerste Wereldoorlog aan veteranen werd uitgereikt.
De medaille werd in 1917 ingesteld door Koning Rama VI. De medaille werd uitgereikt aan ongeveer 1500 militairen. 
Thailand was slechts zijdelings betrokken bij de oorlog maar wilde na in 1916 de oorlog te hebben verklaard aan geallieerde zijde vechten. 1200 militairen werden daadwerkelijk in Frankrijk ingezet. De Thaise transporttroepen kwamen onder Duits artillerievuur te liggen. De Thaise piloten werden nog opgeleid toen de wapenstilstand werd getekend.
Op het revers van kostuums werd ook een kleine knoopsgatversiering in de kleuren van het lint gedragen. Op rokkostuums droeg men een miniatuur, een in Frankrijk gefabriceerde verkleinde versie van de medaille aan een klein lint of een kleine ketting. Op uniformen werd een baton gedragen.

## De Thaise medaille
De ronde bronzen medaille werd door Prins Itthithepsan Kritakara (1890-1935) ontworpen. Op de voorzijde staat een afbeelding van een hindoeïstische of boeddhistische  God  met een zwaard en een hoorn. Dat is in Thailand een symbool voor moed. De in West-Europa en de Amerika's gebruikelijke figuur van een gevleugelde overwinning zegt de Thai niets.
Op de keerzijde staat "มหาสงครามเพื่ออารยธรรม".
De medaille werd aan een lint in de kleuren van de regenboog op de linkerborst gedragen.